# 再生可能資源
再生可能資源（さいせいかのうしげん）とは、自然のプロセスにより、人間などの消費速度以上に補給される天然資源のことである。対義語は、枯渇性資源。
太陽光線、潮汐、風といった永続的なエネルギー資源は、利用可能量以上に使用してしまう危険はない。
一方で再生可能資源には、酸素、淡水、木材、バイオマスも含まれている。しかし、これらは環境の補給能力以上に使用すれば再生不可能資源（燃料）となりうる。例えば地下水は、持続可能な使用量以上に使用することがありうる。